# Каюмов, Нуриддин Каюмович
Нуриддин Каюмович Каюмов — доктор экономических наук, профессор, академик Академии наук Республики Таджикистан.

## Биография
Родился 12 августа 1937 года в селе Дар-Дар Айнинского района Таджикской ССР.
Окончил Таджикский государственный университет (1961) по специальности экономист, оставлен на кафедре для преподавательской работы (1961—1964).
С 1965 по 1980 год аспирант, старший научный сотрудник, заведующий отделом, заместитель директора по науке Института экономики Академии наук Таджикистан.
В 1981—1993 директор Института экономических исследований Госплана Республики Таджикистан.
В 1994—1995 Государственный советник Президента Республики Таджикистан по социально-экономической политике.
С 1995 года по 1997 директор Центра стратегических исследований при Президенте Республики Таджикистан.
В 1997—2001 зам. министра экономики и внешних экономических связей.
С января 2001 до 2010 года директор института экономических исследований Министерства экономики Республики Таджикистан.
С 2011 года по сей день начальник Отдела Института экономики и демографии Академии наук Республики Таджикистан. 
Доктор экономических наук, профессор, академик Академии наук Республики Таджикистан (1991).
Автор монографий:
- «Рентабельность и резервы её повышения в промышленности» (1972),
- «Оборотные производственные фонды и эффективность их использования» (1975),
- «Эффективность использования материальных ресурсов» (1976),
- «Проблемы снижения материалоемкости» (1981),
- «Экономика Таджикистана в переходном периоде» (1997.).